# Semotrachia plana
Semotrachia plana är en snäckart som beskrevs av Alan Solem 1993. Semotrachia plana ingår i släktet Semotrachia och familjen Camaenidae. Inga underarter finns listade i Catalogue of Life.